# 몬스터 아카데미
몬스터 아카데미(CRANSTON ACADEMY: MONSTER ZONE)는 멕시코, 미국, 영국, 캐나다에서 제작된 레오폴도 아귈라 감독의 2020년 애니메이션, 판타지, 액션, 모험 영화이다. 김소희 등이 성우로 출연하였다.

## 목소리 출연
- 김소희
- 최정현
- 김한나
- 김용